# Kassúk

Babilónia, i. e. 13. század

A kassúk, más néven kassziták ókori nép. A történelem színpadán a nyugat-iráni fennsík lótenyésztő népeként jelentek meg, innen vándoroltak az i. e. 18. században Babilóniába. Leigázták és az i. e. 12. századig fennhatóságuk alatt tartották a területet. Az ezt követő mintegy ezer esztendőben, időszámításunk kezdetéig viszonylagos függetlenségüket megtartották, de azt követően asszimilálódtak a környező népességbe. Egyes feltételezések  az Egyiptomot elfoglaló hükszoszokkal azonosítják őket.
Nyelvemlékeik csak névelemekből és babiloni írnokok megbízhatatlan feljegyzéseiből származnak, ezért nyelvükre vonatkozóan csak homályos feltevések alakultak ki. Egyesek szerint indoeurópai nyelvűek, mások azonban rámutatnak arra, hogy nyelvük ragozónak tűnik, márpedig az indoeurópai nyelvek között elvileg nincs ragozó nyelv (a kivételt az anatóliai nyelvek képezik, ezek besorolására vonatkozóan máig sincs megnyugtatóan egységes álláspont a nyelvészek között).
A kassúk a Babilóniából való kiszorulásuk után korábbi területükön, a Zagrosz-hegységben – Babilontól északkeletre, Szúzától északnyugatra – éltek tovább. Az asszír feliratokon kussu néven is szerepeltek. Függetlenségüket a perzsa királyokkal szemben is megóvták, és csak Nagy Sándor tudta leigázni őket – a kosszaiszok-at – i. e. 324 – i. e. 323 telén. Néhány kutató az óperzsa feliratokon olvasható kusija nép nevét azonosítja a kosszaiszokkal. Ír róluk Sztrabón, Klaudiosz Ptolemaiosz stb. 
Egy feltételezés szerint a bibliai Édenkert történetében Kús nem az egyébként máshol így nevezett Etiópiát, hanem a kassúk fent nevezett országát jelenti. A Gihon folyót viszont nem sikerült azonosítani az itteni folyónevekkel. A kassúk és Kús neve ma az iráni Huzesztán tartomány nevében él tovább.
Eredeti településterületük neve Kussúkhe, a Babilonban is uralkodó kassziták idejében egész Mezopotámiát Karadúniasnak nevezték.

## Történetük
Az i.e. XVIII. század előtti történetük meglehetősen homályos, csak az asszír és babiloni források általi említéseik említendőek. A babiloni regnálásuk előtti korszakukból egyetlen uralkodói név, a Tiptakzi ismert. Állattenyésztéssel és földműveléssel foglalkoztak.
A kassziták már az akkád-korszakban jelen voltak a Zagrosz-hegységben, a gutiak és lullubiak délnyugati, az elámiták északkeleti szomszédjaként. A legkorábbi időktől folyamatosan zaklatták a folyamköz városállamait, mindenekelőtt a legközelebbi Esnunnát, illetve az Óbabiloni Birodalom idején Nawar-nak nevezett kerületet. I.e. 1795 körül törzsszövetségbe tömörültek. I. e. 1750 körül Gandes vezetésével államot alapítottak Mezopotámiában. Nagy szerepet játszottak az Óbabiloni Birodalom összeomlásában is.
Hammurapi utódjának, Szamszu-ilúnának kilencedik uralkodási évében már a kasszitákkal kellett hadakoznia (kb. i.e. 1741). Ekkor még fennmaradt a Babiloni Birodalom, de a kassziták kiterjesztették befolyási övezetüket a lullubiak területére, amellyel közvetlen határosak lettek az Esnunna központú Nawar kerülettel.
Babilon végül a hettita I. Murszilisz hadjáratával roppant meg, az amoriták helyét a Tengerföld korábban már függetlenedő fejedelmei foglalták el, és II. Agum is jelentősen kiterjesztette érdekszféráját. Sőt Assur-bán-apli könyvtárában van egy olyan dokumentum, amely szerint a hettita hadjárat után egyenesen II. Agum állíttatta helyre az Észagílát és benne a Marduk-szobrot. Ez esetben valószínűsíthető, hogy – legalább időlegesen – Babilont is uralta.
A tengerföldi uralkodók hatalmát viszont Elám egy támadása ingatta meg, előkészítve a terepet a kasszitáknak. A babiloni hatalomátvételt megelőzően az ókori Kelet politikailag stabilizálódott, de egy kényes egyensúlyi helyzetben. Hatti még mindig nem tudott kilépni a gyengülő Mitanni árnyékából, de egyre kevesebb befolyást engedett meg. Ugyanakkor Mitannit gyengítette a hettita szakadárkodás, és bár szilárdan tartotta magát Felső-Mezopotámiában, s Vassukanniból még mindig nagyhatalmat kormányoztak, a hanyatlás első kézzelfogható jeleként IV. Thotmesz egyik felesége Artatama király leánya lett, majd III. Amenhotep Artatama utódjának, II. Suttarna királynak két, valamint Tusratta egy lányát is feleségül kapta. Az első tengerföldi dinasztia egészen 1371-ig vissza tudta tartani a kasszita törzsszövetség zsákmányra éhes hadait, melyek nagy harcértéket képviseltek ugyan, de szervezetlen bandákban fosztogattak. Egyiptom pedig III. Amenhotep haláláig (1364 vagy 1355) a térség legerősebb állama maradt.
Asszíria 1364-ig bizonyos megosztottságban élt. Mitanni több, mint száz évig tartotta megszállva Ninivét, a maradék területek pedig névleg Babilon vazallusai voltak. 1371-ben némileg lazult a függőség, mikor az első tengerföldi dinasztiát a kassziták elüldözték, Éa-gámil helyét I. Kadasman-Enlil, Kussúkhe királya foglalta el, aki így Karadúnias királyává vált (a kassziták így nevezték Babilont).
Az 1364-es év újabb fordulópont a Közel-Kelet életében. I. e. 1364-ben (vagy i. e. 1355-ben) halt meg III. Amenhotep, az utolsó egyiptomi uralkodó, akinek 1334-ig bezárólag még volt némi tekintélye. Halálával nemcsak Egyiptomban szabadultak el az indulatok, de Egyiptom területén kívül a vazallusok is. I. Szuppiluliumasz hettita király ez évben óriási vereséget szenvedett Mitannitól, annak ellenére, hogy Assur - talán nem véletlenül - éppen ugyanakkor támadt Mitannira. De ez volt Mitanni utolsó nagy győzelme, s hosszú ideig Hatti utolsó veresége. Assurban ez évben lépett trónra a Középasszír kor második uralkodója, I. Assur-uballit, az első, aki külpolitikájában teljesen önállóan viselkedett. Saját nevében küldött követeket Ehnatonhoz, mint egy önálló uralkodó - ami ellen a kasszita Karadúnias királya, II. Burnaburias hiába tiltakozott.
Az új egyensúlyi helyzet nem kevésbé volt bonyolult, mint a korábbi: Karadúnias számára nem volt közömbös, hogy Elám mit tervez, hiszen Elám mindig is készen állt nyugat felé terjeszkedni, s csak az alkalomra várt. Ebből kifolyólag viszonylag tehetetlenül szemlélték Assur önállóskodását. Assur viszont a hettita-barát hurri uralkodó, Sattivaza trónra lépése után csak beszűkült mozgásterülettel rendelkezett, hiszen gyakorlatilag Hatti közvetlen szomszédjává vált, s a nagy birodalom elzárta előle a hódítási lehetőségeket. I. Assur-uballit – hogy ne kerüljön két tűz közé – mind Karadúniassal, mind Mitannival kiegyezett. Hattit viszont egyelőre lekötötte a gyengélkedő Egyiptom. Egyiptom számára ez idő tájt nem maradt más lehetőség a nagypolitikában, mint a szíriai zavarkeltés, mely több-kevesebb sikerrel feltartotta a hettitákat Horemheb idejéig. Ebben a helyzetben a kasszita állam mentesült a nyugati fenyegetettségtől, és erőit kelet felé fordíthatta.
A fordulatot Hatti belpolitikai változásai hozták: II. Murszilisz újra szilárd egységgé kovácsolta a birodalmat. Hattuszasz uralkodói tulajdonképpen ekkor érték el a legnagyobb hatalmukat országukon belül. Murszilisz utódja, II. Muvatallisz egy minden addiginál nagyobb, erősebb és egységesebb országot örökölt. A korábbi hegemón Mitanni már szerves részévé lett Hattinak, Szíria és Fönícia fejedelmei biztosították hűségükről - birodalma Kisázsia nyugati szegélyétől Babilonig és Egyiptomig terjedt. A kasszita Babilon erejéből még Asszíria megrendszabályozására sem futotta, Egyiptomot pedig a három emberöltőnyi magába roskadás után kezdték lebecsülni, nem számítottak rá, mint erős ellenfélre.
A tengeri népekkel egyidőben az arámi nép (arameusok) vándorlása is elindult – legalábbis ekkor érkeztek meg Mezopotámiába. A sémi népek eme újabb hullámához képest az amorita, akkád és egyéb sémi expanziók eltörpülnek. Az arámiak a Tigris mellékétől a Földközi-tengerig nyomultak. Az egymás elleni harcban legyengült Asszíria és Karadúnias erősen megsínylette az arameusok áradatát. Assur rövid idő alatt az óbirodalmi területére szorult vissza, Karadúnias pedig teljesen eltűnt, hiszen Babilonba bevonult az elámita hadsereg, megszüntetve a kasszita dinasztia uralkodóinak sorát. Egészen 1126-ig elámiták uralkodtak Babilonban. Visszaszorult a sumer-akkád közlekedő nyelv használata, a Mezopotámiával szomszédos civilizációk ettől kezdve saját nyelvükön, vagy arámi nyelven fogalmazták meg dokumentumaikat - mind vallási, mind politikai írományaik az akkád ékírás helyi változataival vagy a föníciai ábécével, az ország nyelvén keletkeztek. A közvetlen Folyamközön kívül csak Asszíriában maradt fenn az akkád nyelv, annak asszír nyelvjárása.

## A kasszita állam
A kassziták hosszú babiloni tartózkodása alatt az állam II. Burnaburias idején volt a legerősebb, de akkor is mindössze annyira jutottak, hogy a Tengerföldet hódoltassák, amivel megszüntették az utolsó sumer államot. A kassziták vitathatatlan politikai tehetetlenségének oka gazdasági és társadalmi berendezkedésükben keresendő. A huszadik század eleji történészek – s helyenként a maiak is, nem kevés rasszista éllel – a nép tehetetlenségének (nomadizáló életmódjuk) számlájára írták ezt. Persze elképzelhető, hogy Karadúnias hosszú fennállásának okai között ott található az a tény, hogy Hammurapi államszervezetébe fészkelték be magukat a kassziták. „… nem a kassziták tartották Babilont, hanem a babiloni államszervezet tartotta a kasszitákat”, mondja Leo Oppenheim. Tény az is, hogy az elámiták rövid gazdasági és politikai fellendülést hoztak Babilonnak. Az elámiták sikerei viszont Asszíria visszaszorulásával is magyarázhatók. Karadúnias háttérbe szorulásának valódi oka talán éppen abban keresendő, hogy fennállásának teljes tartama alatt a korábbi vazallussal, Assurral hadakozott. E küzdelem sokáig eldöntetlen maradt, ami az instabil belső állapotú Középasszír kor és Hatti fenyegetésének következménye is - de ugyanakkor a kassziták elvitathatatlan érdeme is. A kasszita dinasztia végül nem is Assur csapásai alatt omlott össze, hanem egy váratlan elámita betörés következtében egy olyan időszakban, amikor mind Assur, mind Karadúnias megingott az arameus invázió hatására.
A kassziták katonai szervezete hozta létre a bít(u) (= ház) néven ismert közigazgatási rendszert, amely a legerősebb családok és nemzetségek által felosztott és uralt államot jelenti. A ház urai igazgatták a közigazgatási egységeket, teljesítették az állam felé a kötelezettségeket, de egyúttal az állammal szemben védték érdekeiket. A házak idővel egyénileg is megerősödtek, és a királyi hatalom korlátaivá, később megbuktatóivá váltak. Amikor a Karadúniast uraló asszírok meggyengültek, egy ilyen ház, a Bít-Jakini, azaz a Jakin-ház vezetője, Nabú-apal-uszur alapította meg Kháldeát, az Újbabiloni Birodalmat.
Szokásban maradt a határkövek (kudurru) állítása, amelyeknek feliratai sok információval szolgálnak a korra vonatkozóan. Többek közt nyomon követhető a házak erősödése és önállósodása. Visszaesett a pénzforgalom, ami részben annak a következménye, hogy a király pénzbeli adóit egyre kevésbé hajtották be a tartományurak ellenállása miatt. Ez viszont a királyi hatalom csökkenése mellett Karadúnias haderejét is gyengítette, sőt a királyi bíráskodás is egyre inkább visszaszorult. Szippar, Nippur és Babilon hamarosan megszabadult nemcsak a királyi bíráskodástól és a pénzbeli központi adóktól, hanem a közmunkák kötelezettsége alól is.